# Howard (Name)
Howard ist ein Familienname, der vor allem im englischsprachigen Raum verbreitet ist. Er tritt auch als Vorname auf.

## Namensträger

### Vorname
- Howard Hathaway Aiken (1900–1973), US-amerikanischer Informatiker
- Howard Baker (1925–2014), US-amerikanischer Politiker
- Howard Henry Baker senior (1902–1964), US-amerikanischer Politiker
- Howard Carpendale (* 1946), deutscher Schlagersänger südafrikanischer Herkunft
- Howard Carter (1874–1939), britischer Archäologe
- Howard Donald (* 1968), britischer Sänger
- Howard Engel (1931–2019), kanadischer Schriftsteller
- Howard Ferguson (1870–1946), kanadischer Politiker
- Howard Ferguson (1908–1999), irisch-britischer Komponist und Musikwissenschaftler
- Howard Garns (1905–1989), US-amerikanischer Sudokuerfinder
- Howard Greenfield (1936–1986), US-amerikanischer Textdichter und Songwriter
- Howard Griffiths (* 1950), britischer Dirigent
- Howard Hawks (1896–1977), US-amerikanischer Regisseur
- Howard Hodgkin (1932–2017), britischer Maler
- Howard Hughes (1905–1976), US-amerikanischer Unternehmer, Filmproduzent und Luftfahrtpionier
- Howard Jacobson (* 1942), britischer Schriftsteller und Kolumnist
- Howard Johnson (1941–2021),  US-amerikanischer Jazzmusiker
- Howard Marion-Crawford (1914–1969), britischer Schauspieler
- Howard MacNutt (1859–1926), US-amerikanischer Bahai
- Howard Mudd (1942–2020), US-amerikanischer American-Football-Spieler
- Howard Nemerov (1920–1991), US-amerikanischer Literaturdozent und Dichter
- Howard Overman (* 1972), britischer Filmproduzent, Drehbuchautor und Serienschöpfer
- Howard Riley (1943–2025), britischer Pianist und Komponist
- Howard Robertson (1888–1963), englischer Architekt
- Howard P. Robertson (1903–1961), US-amerikanischer Mathematiker und Physiker
- Howard Shore (* 1946), kanadischer Komponist
- Howard „Howie“ Shear (1954–2023), US-amerikanischer Jazzmusiker
- Howard Spring (1889–1965), britischer Journalist und Schriftsteller
- Howard Stern (* 1954), US-amerikanischer Radio-Moderator
- Howard Thurman (1899/1900–1981), US-amerikanischer Theologe und Bürgerrechtsaktivist
- Howard O. Sturgis (1855–1920), britischer Schriftsteller
- Howard Wilcox (1889–1923), US-amerikanischer Automobilrennfahrer
- Howard Williams (1929/1930–2018), US-amerikanischer Jazzmusiker

### A
- Ada Howard (Adeline Lydia „Ada“ Howard; 1829–1907), US-amerikanische Pädagogin und Hochschullehrerin
- Adina Howard (* 1974), US-amerikanische Sängerin
- Agnes Howard (1477–1545), Herzogin von Norfolk, siehe Agnes Tilney
- Alan Howard (1937–2015), britischer Theater- und Filmschauspieler
- Alan Howard (Manager) (* 1963), britischer Hedgefonds-Manager
- Albert Howard (1873–1947), britischer Biologe
- Albert Andrew Howard (1858–1925), US-amerikanischer Klassischer Philologe
- Albert C. Howard (1828–1910), US-amerikanischer Politiker
- Alberto Spikin-Howard (1898–1972), chilenischer Mediziner, Pianist, Musikpädagoge und Schriftsteller
- Alejandra Howard (* 2010), amerikanisch-spanische Schauspielerin
- Andrew Howard (* 1969), walisischer Schauspieler
- Anita Howard (* 1969), US-amerikanische Leichtathletin
- Ann Howard (Gastronomin) (1924–2007), US-amerikanische Klubbesitzerin
- Ann Howard (Sängerin) (1934–2014), britische Sängerin (Mezzosopran)
- Ann Howard (Schriftstellerin) (* 1942), australische Schriftstellerin und Journalistin
- Anne Howard, Countess of Arundel (1557–1630), britische Adlige und Dichterin
- Anne Howard (Schauspielerin) (1925–1991), US-amerikanische Schauspielerin
- Anne Marie Howard (* 1960), US-amerikanische Schauspielerin
- Anthony Howard (1934–2010), englischer Journalist, Radiosprecher und Autor
- Anthony Howard (Schwimmer) (* 1979), britischer Schwimmer
- Arliss Howard (* 1954), US-amerikanischer Filmschaffender
- Arthur Clifford Howard (1893–1971), australischer Erfinder und Unternehmer
- Ayanna Howard (* 1972), US-amerikanische Robotikerin

### B
- Barbara Howard (Leichtathletin) (1920–2017), kanadische Leichtathletin
- Barbara Howard (Künstlerin) (1926–2002), kanadische Malerin, Designerin und Zeichnerin
- Barbara Howard (Schauspielerin) (* 1956), US-amerikanische Schauspielerin
- Barry Howard (1937–2016), britischer Schauspieler
- Bart Howard (1915–2004), US-amerikanischer Jazz-Komponist
- Ben Howard (* 1987), englischer Singer-Songwriter
- Benjamin Howard (Politiker) (1760–1814), US-amerikanischer Politiker
- Benjamin Chew Howard (1791–1872), US-amerikanischer Politiker
- Bernard Howard, 12. Duke of Norfolk (1765–1842), britischer Peer
- Blanche Willis Howard (1847–1898), US-amerikanische Schriftstellerin
- Bob Howard (Musiker) (1906–1986), US-amerikanischer Jazz-Musiker
- Bob Howard (Robert William Howard; * 1963), US-amerikanischer Wrestler, siehe Hardcore Holly
- Bob Howard (Freestyle-Skier) (* 1955), US-amerikanischer Freestyle-Skier
- Brenda Howard (1946–2005), US-amerikanische Aktivistin
- Brittany Howard (* 1988), US-amerikanische Musikerin, Sängerin und Songwriterin
- Bronson Howard (1842–1908), US-amerikanischer Journalist und Dramatiker
- Bruce Howard († 2012), US-amerikanischer Drehbuchautor
- Bryce Dallas Howard (* 1981), US-amerikanische Schauspielerin
- Byron Howard (* 1968), US-amerikanischer Animator und Regisseur

### C
- Catherine Howard (* ~1525–1542) Ehefrau des englischen Königs Heinrich VIII.
- Charles Howard, 1. Earl of Nottingham (1536–1624), englischer Staatsmann und Admiral
- Charles Howard, 2. Earl of Nottingham (1579–1642), englischer Adliger und Politiker
- Charles Howard of Greystoke (1630–1713), englischer Adliger und Reisender
- Charles Howard, 3. Earl of Carlisle (1674–1738), englischer Politiker
- Charles Howard, 10. Duke of Norfolk (1720–1786), britischer Adliger und Schriftsteller
- Charles Howard, 20. Earl of Suffolk (1906–1941), britischer Chemiker
- Charles Howard (Fußballspieler), englischer Fußballspieler und -trainer
- Charlton Kenneth Jeffrey Howard (* 2003), siehe The Kid Laroi
- Cecil de Blaquiere Howard (1888–1956), kanadischer Zeichner, Maler und Bildhauer
- Chaunté Howard, Geburtsname von Chaunté Lowe (* 1984), US-amerikanische Hochspringerin
- Clifford Howard (1923–2008), kanadischer Regattasegler
- Clint Howard (* 1959), US-amerikanischer Schauspieler
- Curly Howard (1903–1952), US-amerikanischer Komiker
- Cy Howard (1915–1993), US-amerikanischer Drehbuchautor, Filmregisseur und -Produktionsleiter

### D
- Daniel E. Howard (1861–1935), liberianischer Politiker, Präsident 1912 bis 1920
- Darnell Howard (1905–1966), US-amerikanischer Jazz-Musiker
- David Howard (Regisseur) (1896–1941), US-amerikanischer Filmregisseur
- David Howard (Dichter) (* 1959), neuseeländischer Dichter und Herausgeber
- David Howard (Footballspieler, 1961) (* 1961), US-amerikanischer American-Football-Spieler
- David Howard (Drehbuchautor, I), US-amerikanischer Drehbuchautor und Hochschullehrer
- David Howard (Drehbuchautor, II), US-amerikanischer Drehbuchautor und Produzent
- David Howard (Footballspieler, 1987) (* 1987), US-amerikanischer American-Football-Spieler
- David Howard (Segler) (1918–2023), kanadischer Segler
- David S. Howard (* 1928), US-amerikanischer Schauspieler
- Deborah Howard (* 1946), britische Architekturhistorikerin
- Denean Howard (* 1964), US-amerikanische Leichtathletin
- Desmond Howard (* 1970), US-amerikanischer American-Football-Spieler
- Dick Howard (Leichtathlet) (1935–1967), US-amerikanischer Hürdenläufer
- Dick Howard (Fußballspieler) (* 1943), kanadischer Fußballtorhüter britischer Herkunft
- Dominic Howard (* 1977), britischer Musiker
- Dorothy Howard (1929–2013), kanadische Sängerin in der Stimmlage Mezzosopran und Musikpädagogin
- Douglas Howard (1542/1543–1608), englische Adelige, siehe Douglas Sheffield, Baroness Sheffield
- Douglas Howard (Diplomat) (1897–1987), britischer Diplomat
- Douglas Legate Howard (1885–1936), Fußballspieler und -trainer
- Dwight Howard (* 1985), US-amerikanischer Basketballspieler

### E
- Ebenezer Howard (1850–1928), britischer Stadtplaner
- Ed Howard (Edward U. Howard; * 1960), US-amerikanischer Jazz-Bassist
- Eddy Howard (1914–1963), US-amerikanischer Sänger und Bandleader
- Edgar Howard (1858–1951), US-amerikanischer Politiker
- Edmund Howard (1478–1539), englischer Vater der Königsgemahlin Catherine Howard
- Edmund Fitzalan-Howard, 1. Viscount FitzAlan of Derwent (1855–1947), britischer Adliger und Politiker
- Edward Howard (Admiral) (1476–1513), englischer Admiral
- Edward Howard, 9. Duke of Norfolk (1686–1777), englischer Adliger
- Edward Howard (Uhrmacher) (1813–1904), US-amerikanischer Uhrmacher und Unternehmer
- Edward Charles Howard (1774–1816), britischer Chemiker
- Edward Daniel Howard (1877–1983), US-amerikanischer römisch-katholischer Bischof
- Edward Henry Howard (1829–1892), englischer römisch-katholischer Kardinal
- Edward U. Howard (* 1960), US-amerikanischer Jazz-Bassist, siehe Ed Howard
- Elbert Howard (1938–2018), US-amerikanischer Bürgerrechtler
- Elizabeth Jane Howard (1923–2014), britische Schriftstellerin
- Elston Howard (1929–1980), US-amerikanischer Baseballspieler
- Emily Howard (* 1979), britische Komponistin
- Eric Howard (* 1993), kanadischer Rugby-Union-Spieler
- Esmé Howard, 1. Baron Howard of Penrith (1863–1939), britischer Botschafter, Oberhausmitglied
- Esther Howard (1892–1965), US-amerikanische Schauspielerin
- Euan Howard, 4. Baron Strathcona and Mount Royal (1923–2018), britischer Politiker
- Everette B. Howard (1873–1950), US-amerikanischer Politiker
- Evlyn Howard-Jones (1877–1951), englischer Pianist, Dirigent und Musikpädagoge

### F
- Felix Howard (* 1973), britisches Model und Songwriter
- Frances Howard (1590–1632), englische Adelige
- Frances Howard (Schauspielerin) (1903–1976), US-amerikanische Schauspielerin
- Francis Howard, 6. Baron Howard of Effingham (1643–1695), englischer Adliger und Politiker
- Francis William Howard (1867–1944), US-amerikanischer Geistlicher, römisch-katholischer Bischof von Covington
- Frank Howard (Baseballspieler) (1936–2023), US-amerikanischer Baseballspieler, -trainer und manager
- Frank Howard (Maler) (1805–1866), britischer Maler, Lithograf und Kunstschriftsteller

### G
- George Howard (Militär) (1718–1796), britischer Offizier und Politiker
- George Howard, 6. Earl of Carlisle (1773–1848), britischer Adliger und Politiker
- George Howard (Politiker) (1789–1846), US-amerikanischer Politiker
- George Howard, 7. Earl of Carlisle (George William Frederick Howard of Carlisle; 1802–1864), britischer Politiker, Militär und Schriftsteller
- George Howard, 9. Earl of Carlisle (George James Howard of Carlisle; 1843–1911), britischer Adliger, Politiker und Maler
- George Howard (Fußballspieler, 1881) (1881–1946), englischer Fußballspieler
- George Howard (Fußballspieler, 1883) (1883–1955), englischer Fußballspieler
- George Howard, Baron Howard of Henderskelfe (1920–1984), britischer Politiker
- George Howard (Hebraist) (1935–2018), US-amerikanischer Theologe und Hebraist
- George Howard, 13. Earl of Carlisle (Viscount Morpeth; * 1949), britischer Adliger und Politiker
- George Howard (Musiker) (1956–1998), US-amerikanischer Jazzmusiker
- George Howard (Fußballspieler, 1996) (* 1996), australischer Fußballspieler
- George Elliot Howard (1849–1928), US-amerikanischer Soziologe
- Grace Schneiders-Howard (1869–1968), surinamische Sozialaktivistin und Politikerin
- Gregory Howard (* 1948), US-amerikanischer Basketballspieler
- Greville Howard, Baron Howard of Rising (* 1941), britischer konservativer Politiker
- Gregory Allen Howard (1952–2022), US-amerikanischer Drehbuchautor
- Guy Victor Howard (1879–1954), US-amerikanischer Politiker
- Gwen Howard (* 1945), US-amerikanische Politikerin

### H
- Harlan Howard (1927–2002), US-amerikanischer Komponist und Country-Sänger
- Harriet Howard (* 1823 als Elizabeth Ann Haryett; † 1865), Mätresse und finanzielle Gönnerin Napoleons III. in den Jahren 1846 bis 1848
- Hartley Howard (* 1908), englischer Journalist und Schriftsteller
- Hayden Howard (1925–2014), US-amerikanischer Schriftsteller
- Henrietta Howard, Countess of Suffolk (1688–1767), britische Adlige, Mätresse von König Georg II.
- Henry Howard, Earl of Surrey (1516–1547), englischer Dichter
- Henry Howard, 22. Earl of Arundel (1608–1652), englischer Adliger
- Henry Howard, 6. Duke of Norfolk (1628–1684), englischer Adliger
- Henry Howard, 7. Duke of Norfolk (1655–1701), englischer Adliger
- Henry Howard (Maler) (1769–1847), englischer Maler
- Henry Howard, 13. Duke of Norfolk (1791–1856), britischer Politiker und Peer
- Henry Howard (1802–1875), englischer Politiker
- Henry Howard (Politiker) (1826–1905), US-amerikanischer Politiker (Rhode Island)
- Henry Mowbray Howard (1873–1953), britisch-US-amerikanischer Marinemaler
- Hildegarde Howard (1901–1998), US-amerikanische Paläontologin

### J
- Jack Howard (Eishockeyspieler) (John Francis Howard; 1909–1983), kanadischer Eishockeyspieler
- Jack Howard (Sprinter) (* 1981), mikronesischer Sprinter
- Jacob M. Howard (1805–1871), US-amerikanischer Politiker
- Jake Howard (1945–2015), australischer Rugby-Union-Spieler
- Jalon Howard (* 1999), US-amerikanischer Schauspieler
- James Howard, 3. Earl of Suffolk (1620–1689), englischer Adliger
- James Howard (* 1984), US-amerikanischer Eishockeyspieler, siehe Jimmy Howard
- James Howard-Johnston (* 1942), englischer Historiker
- James J. Howard (1927–1988), US-amerikanischer Politiker
- James L. Howard (1818–1906), US-amerikanischer Politiker
- James Newton Howard (* 1951), US-amerikanischer Komponist und Musikproduzent
- Jamie Howard (* 1976), US-amerikanischer Wrestler
- Jay Howard (* 1981), britischer Rennfahrer
- Jean Howard (1910–2000), US-amerikanische Schauspielerin und Fotografin
- Jean E. Howard (* 1948), US-amerikanische Literaturwissenschaftlerin
- Jeffrey R. Howard (* 1955), US-amerikanischer Jurist
- Jeremy Howard (* 1981), US-amerikanischer Schauspieler
- Jeremy Howard (Unternehmer) (* 1973), australischer Datenwissenschaftler und Unternehmer
- Jett Howard (* 2003), US-amerikanischer Basketballspieler
- Jewel Howard-Taylor (* 1963), liberianische Politikerin und Geschäftsfrau
- Jimmy Howard (* 1984), US-amerikanischer Eishockeyspieler
- JoGayle Howard (1951–2011), US-amerikanische Zoologin
- John Howard (Admiral) (1310–1347), englischer Admiral
- John Howard (Politiker, um 1366) (um 1366–1437), englischer Adliger und Politiker
- John Howard, 1. Duke of Norfolk (1430–1485), englischer Peer
- John Howard (Philanthrop) (1726–1790), britischer Philanthrop und Reformer
- John Howard (Leichtathlet, 1888) (1888–1937), kanadischer Leichtathlet
- John Howard (Soldat) (1912–1999), britischer Major
- John Howard (Schauspieler, 1913) (1913–1995), US-amerikanischer Schauspieler
- John Howard (Politiker) (* 1939), australischer Politiker
- John Howard (Triathlet) (* 1947), US-amerikanischer Triathlet
- John Howard (Schauspieler, 1952) (* 1952), australischer Schauspieler
- John Howard (Leichtathlet, 1981) (* 1981), mikronesischer Leichtathlet
- John C. Howard (1930–1983), US-amerikanischer Filmeditor
- John Eager Howard (Politiker) (1752–1827), US-amerikanischer Politiker
- John Eager Howard (Mediziner) (1902–1985), US-amerikanischer Endokrinologe
- John George Howard (1803–1890), kanadischer Architekt und Baumeister
- Jon Howard (* 1985), US-amerikanischer Musiker und Produzent
- Jonas G. Howard (1825–1911), US-amerikanischer Politiker
- Jonathan Howard (Fußballspieler) (* 1971), englischer Fußballspieler
- Jonathan Howard (Schauspieler), britischer Schauspieler
- Jonathan C. Howard (* 1943), britischer Biologe
- Jonathan L. Howard, britischer Schriftsteller und Spieleentwickler
- Jonathon Howard (* 1957), britisch-australischer Biochemiker
- Joseph Howard (Politiker) (1862–1925), maltesischer Politiker
- Joseph Howard (Golfspieler) (1878–1908), US-amerikanischer Golfspieler
- Joseph Howard, Pseudonym von Paul Rudnick (* 1957), US-amerikanischer Drehbuchautor
- Joseph E. Howard (Joseph Edgar Howard; 1878–1961), US-amerikanischer Komponist
- Joseph Jackson Howard (1827–1902), britischer Genealoge
- Joseph Kinsey Howard (1906–1951), US-amerikanischer Historiker
- Josh Howard (* 1980), US-amerikanischer Basketballspieler
- Julian Howard (* 1989), deutscher Leichtathlet
- Juwan Howard (* 1973), US-amerikanischer Basketballspieler

### K
- Kathleen Howard (1884–1956), kanadische Schauspielerin, Opernsängerin und Journalistin
- Ken Howard (1944–2016), US-amerikanischer Schauspieler
- Kenneth Howard (Künstler) (Von Dutch; 1929–1992), US-amerikanischer Mechaniker und Künstler
- Kenneth Howard, 1. Earl of Effingham (1767–1845), britischer Soldat und Adliger
- Kenneth I. Howard (1932–2000), US-amerikanischer Psychotherapieforscher und Psychotherapeut
- Kenneth Howard, Pseudonym des deutschen Regisseurs Jürgen Enz (1941–2020)
- Kenneth Charles Howard (Ken Howard; * 1939), britischer Komponist, siehe Ken Howard & Alan Blaikley
- Kenneth Joseph Howard, Jr. (1944–2016), US-amerikanischer Schauspieler, siehe Ken Howard
- Kid Howard (Avery Howard; 1908–1966), US-amerikanischer Trompeter und Sänger
- Kirsty Howard († 2015), britische Organisatorin von Wohltätigkeitsarbeit
- Kyle Howard (* 1978), US-amerikanischer Schauspieler

### L
- Laura Howard (* 1977), britische Schauspielerin,
- Leigh Howard (* 1989), australischer Radrennfahrer
- Leland Ossian Howard (1857–1950), US-amerikanischer Insektenkundler und Parasitologe
- Len Howard (1894–1973), britische Naturforscherin und Musikwissenschaftlerin
- Leslie Howard (Schauspieler) (1893–1943), britischer Schauspieler
- Leslie Howard (Pianist) (* 1948), australischer Pianist und Komponist
- Leslie Howard Saunders (1899–1994), kanadischer Politiker, Bürgermeister von Toronto
- Leslie Burr-Howard (* 1956), US-amerikanische Springreiterin
- Linda Howard (Schriftstellerin) (* 1950), US-amerikanische Schriftstellerin
- Linda Howard (Tischtennisspielerin) (* 1955), englische Tischtennisspielerin
- Lisa Howard (* 1963), kanadische Schauspielerin
- Louis Norberg Howard (1929–2015), US-amerikanischer Mathematiker
- Luke Howard (1772–1864), englischer Apotheker und Meteorologe

### M
- Mabel Howard (1894–1972), neuseeländische Politikerin
- Malcolm Howard (* 1983), kanadischer Ruderer
- Marisa Howard (* 1992), US-amerikanische Hindernisläuferin
- Mary Howard (1913–2009), US-amerikanische Schauspielerin
- Matt Howard (* 1989), US-amerikanischer Basketballspieler
- Maureen Howard (1930–2022), US-amerikanische Schriftstellerin
- Meggie Dougherty Howard (* 1995), US-amerikanische Fußballspielerin
- Melissa Morrison-Howard (* 1971), US-amerikanische Hürdenläuferin
- Michael Howard (Historiker) (1922–2019), britischer Historiker
- Michael Howard (Fechter) (* 1928), britischer Fechter
- Michael Howard, 21. Earl of Suffolk (1935–2022), britischer Peer und Politiker (Conservative Party)
- Michael Howard (* 1941), britischer Politiker
- Michelle J. Howard (* 1960), US-amerikanischer Admiral
- Mike Howard (Baseballspieler) (* 1958), US-amerikanischer Baseballspieler
- Mike Howard (Rennrodler) (* 1958), britischer Rennrodler
- Mike Howard  (Tennisspieler) (* 1960), US-amerikanischer Tennisspieler
- Milford W. Howard (1862–1937), US-amerikanischer Politiker
- Moe Howard (1897–1975), US-amerikanischer Komiker

### N
- Natasha Howard (Ruderin) (* 1980), britische Ruderin
- Natasha Howard (Basketballspielerin) (* 1991), US-amerikanische Basketballspielerin
- Neva Howard, US-amerikanische Tänzerin und Choreografin
- Nick Howard (1931–2014), italienischer Filmregisseur, siehe Nick Nostro
- Nick Howard (* 1982), britischer Popsänger
- Noah Howard (1943–2010), US-amerikanischer Jazz-Saxophonist
- Norman Howard (* 1944), US-amerikanischer Jazzmusiker

### O
- O. J. Howard (* 1994), US-amerikanischer American-Football-Spieler
- Oliver Otis Howard (1830–1909), US-amerikanischer General

### P
- Paige Howard (* 1985), US-amerikanische Theater-, Fernseh- und Filmschauspielerin
- Patrick Howard (* 1971), australischer Rugby-Union-Spieler
- Patrick Howard-Dobson (1921–2009), britischer General
- Paul Howard (Musiker) (1895–1980), US-amerikanischer Jazzmusiker
- Paul Howard (Basketballspieler) (* 1968), amerikanisch-britischer Basketballspieler
- Peter Howard (Stadtoriginal) (1878–1969), US-amerikanisches Stadtoriginal in Hollywood
- Peter Howard, Pseudonym von Howard Koch (1901–1995), US-amerikanischer Drehbuchautor
- Peter Howard (Journalist) (1908–1965), britischer Journalist, Dramatiker, Rugbyspieler, Anführer der Moral Re-Armament und Bobfahrer
- Peter Howard (Rechtsanwalt), Rechtsanwalt der Band The Beatles
- Philip Howard, 20. Earl of Arundel (1557–1595), englischer Märtyrer
- Philip Thomas Howard (1629–1694), englischer Adliger, Dominikaner und Kardinal
- Pierre Howard (* 1943), US-amerikanischer Politiker

### R
- Rachel Howard (* 1977), neuseeländische Fußballspielerin
- Rance Howard (1928–2017), US-amerikanischer Schauspieler
- Randy Howard († 2015), US-amerikanischer Country-Musiker
- Rhyne Howard (* 2000), US-amerikanische Basketballspielerin
- Richard Alden Howard (1917–2003), US-amerikanischer Botaniker
- Richard Howard (1929–2022), US-amerikanischer Schriftsteller
- Robert Howard (Musiker) (* 1961), britischer Musiker und Songschreiber, Mitglied von The Blow Monkeys
- Robert Howard (Leichtathlet) (1975–2004), US-amerikanischer Dreispringer
- Robert E. Howard (1906–1936), US-amerikanischer Schriftsteller
- Robert L. Howard (1939–2009), US-amerikanischer Colonel
- Robert William Howard, bekannt als Hardcore Holly (* 1963), US-amerikanischer Wrestler
- Robin Howard (1924–1989), britischer Philanthrop, Förderer des modernen Tanzes
- Ron Howard (* 1954), US-amerikanischer Schauspieler und Regisseur
- Ronald Howard (1918–1996), britischer Schauspieler
- Rosalind Howard (1845–1921), englische Abstinenzlerin und Frauenrechtlerin
- Rosetta Howard (1914–1974), US-amerikanische Jazz- und R&B-Sängerin
- Rowland S. Howard (1959–2009), australischer Musiker
- Roy W. Howard (1883–1964), US-amerikanischer Journalist
- Russ Howard (* 1956), kanadischer Curler
- Russell Howard (* 1980), englischer Komiker, Fernsehmoderator, Radiomoderator und Schauspieler
- Ryan Howard (* 1979), US-amerikanischer Baseballspieler
- Ryon Howard (* 1984), US-amerikanischer Basketballspieler

### S
- Sandy Howard (1927–2008), US-amerikanischer Filmproduzent
- Sara Howard (* 1981), US-amerikanische Politikerin
- Shemp Howard (1895–1955), US-amerikanischer Komiker
- Sherman Howard (* 1949), US-amerikanischer Schauspieler und Synchronsprecher
- Sherri Howard (* 1962), US-amerikanische Sprinterin
- Sidney Howard (1891–1939), US-amerikanischer Dramatiker
- Sophie Howard (* 1993), deutsch-englische Fußballspielerin
- Susan Howard (* 1944), US-amerikanische Schauspielerin

### T
- Terrence Howard (* 1969), US-amerikanischer Schauspieler
- Terry Howard (Fußballspieler, 1937) (Terence Howard; 1937–2021), englischer Fußballspieler
- Terry Howard (Fußballspieler, 1966) (Terence Howard; * 1966), englischer Fußballspieler
- Theophilus Howard, 2. Earl of Suffolk (1584–1640), englischer Politiker
- Thomas Howard, 2. Duke of Norfolk (1443–1524), englischer Feldherr und Höfling
- Thomas Howard, 3. Duke of Norfolk (1473–1554), englischer Peer
- Thomas Howard (1511–1537), englischer Adliger
- Thomas Howard, 4. Duke of Norfolk (1538–1572), englischer Peer
- Thomas Howard, 1. Viscount Howard of Bindon (um 1520–1582), englischer Peer
- Thomas Howard, 3. Viscount Howard of Bindon († 1611), englischer Peer
- Thomas Howard, 1. Earl of Suffolk (1561–1626), englischer Peer
- Thomas Howard, 21. Earl of Arundel (1585–1646), englischer Peer
- Thomas Howard, 5. Duke of Norfolk (1627–1677), englischer Peer
- Thomas Howard, 8. Duke of Norfolk (1683–1732), englischer Adliger
- Thomas Howard (Pirat) (vor 1698–nach 1703), Pirat
- Thomas Howard (Baseballspieler) (* 1964), US-amerikanischer Baseballspieler
- Thomas Howard (Footballspieler) (1983–2013), US-amerikanischer American-Football-Spieler
- Thomas A. Howard (* 1967), US-amerikanischer Theologe und Hochschullehrer
- Tilghman Howard (1797–1844), US-amerikanischer Politiker
- Tim Howard (* 1979), US-amerikanischer Fußballspieler
- Tim Howard (Hockeyspieler) (* 1996), australischer Hockeyspieler
- Todd Howard (* 1971), US-amerikanischer Computerspielentwickler
- Tom Howard (1910–1985), britischer Spezialeffektdesigner
- Traylor Howard (* 1966), US-amerikanische Schauspielerin
- Trevor Howard (1913–1988), britischer Schauspieler
- Tytus Howard (* 1996), US-amerikanischer American-Football-Spieler

### V
- Volney Howard (1809–1889), US-amerikanischer Politiker
- Vernon Howard (1918–1992), US-amerikanischer Schriftsteller

### W
- Walker Howard (* 1980), US-amerikanischer Schauspieler
- Walter Howard (1910–2005), deutscher Bildhauer
- Webster Eugene Howard (* 1934), US-amerikanischer Physiker
- Wesley Tc Howard (* 1979), deutscher Regisseur, Drehbuchautor, Schauspieler und Kampfsportler
- Wil Howard (1879–1945), deutscher Landschafts- und Porträtmaler, Illustrator, Grafiker, Bildhauer und Kunstgewerbler
- Wilhelm Hermann Howard (1848–1919), deutscher Agrarökonom
- William Howard (Richter) (um 1242–1308), britischer Jurist und Richter
- William Howard, 1. Baron Howard of Effingham (um 1510–1573), englischer Lord High Admiral und Lordsiegelbewahrer
- William Howard (Antiquar) (auch Belted Will oder Bauld Will; 1563–1640), englischer Adliger und Antiquar
- William Howard, 1. Viscount Stafford (1614–1680), britischer Landbesitzer und Royalist
- William Howard (Politiker) (1817–1891), US-amerikanischer Politiker (Ohio)
- William Howard, ein Pseudonym von Jürgen Enz (1941–2020), deutscher Regisseur
- William Howard (Basketballspieler) (* 1993), französischer Basketballspieler
- William Alanson Howard (1813–1880), US-amerikanischer Politiker
- William Alvin Howard (* 1926), US-amerikanischer Logiker
- William K. Howard (1899–1954), US-amerikanischer Regisseur, Produzent und Drehbuchautor
- William Marcellus Howard (1857–1932), US-amerikanischer Politiker
- William S. Howard (1875–1953), US-amerikanischer Politiker

### X
- Xavien Howard (* 1993), US-amerikanischer American-Football-Spieler